# Rachel Yang
Yang Bingjie, conosciuta come Rachel Isabel Yang (楊冰潔T, 杨冰洁S, Yáng BīngjiéP; Singapore, 28 febbraio 1982), è un'astista singaporiana.

## Biografia
Yang inizia la sua carriera nell'atletica leggera nel 2006 e l'anno successivo ha preso parte a due delle maggiori competizioni asiatiche, finendo sul podio della specialità in entrambe le occasioni. Dal 2009 ha gareggiato a causa di una lesione alla spina dorsale ha continuato con intermittenza a partecipare alle manifestazioni agonistiche, fermandosi per alcuni anni conseguentemente alla maternità. Yang è ritornata in forma sulla scena internazionale regionale nel 2015 vincendo la medaglia d'argento ai Giochi del Sud-est asiatico, la prima medaglia in questo evento per Singapore, replicando il podio con un bronzo e un nuovo record nazionale due anni più tardi in Malaysia. Nel 2018 ha preso parte ai Giochi del Commonwealth in Australia, finendo quattordicesima.

## Record nazionali
- Salto con l'asta: 3,91 m ( Bangkok, 13 giugno 2017)
- Salto con l'asta indoor: 3,50 m ( Caotun, 23 marzo 2016)

## Palmarès
| Anno | Manifestazione              | Sede         | Evento           | Risultato | Prestazione | Note |
| ---- | --------------------------- | ------------ | ---------------- | --------- | ----------- | ---- |
| 2007 | Campionati asiatici         | Amman        | Salto con l'asta | Argento   | 3,50 m      |      |
| 2007 | Giochi asiatici indoor      | Macao        | Salto con l'asta | Bronzo    | 3,20 m      |      |
| 2008 | Campionati asiatici indoor  | Doha         | Salto con l'asta | nm        | nm          |      |
| 2009 | Universiadi                 | Belgrado     | Salto con l'asta | nm (q)    | nm (q)      |      |
| 2009 | Campionati asiatici         | Canton       | Salto con l'asta | nm        | nm          |      |
| 2010 | Giochi asiatici             | Canton       | Salto con l'asta | nm        | nm          |      |
| 2011 | Campionati asiatici         | Kōbe         | Salto con l'asta | nm        | nm          |      |
| 2011 | Giochi del Sud-est asiatico | Palembang    | Salto con l'asta | nm        | nm          |      |
| 2013 | Giochi del Sud-est asiatico | Naypyidaw    | Salto con l'asta | nm        | nm          |      |
| 2015 | Giochi del Sud-est asiatico | Singapore    | Salto con l'asta | Argento   | 3,90 m      |      |
| 2017 | Giochi del Sud-est asiatico | Kuala Lumpur | Salto con l'asta | Bronzo    | 3,60 m      |      |
| 2018 | Giochi del Commonwealth     | Gold Coast   | Salto con l'asta | 14ª       | 3,50 m      |      |
| 2023 | Giochi asiatici             | Hangzhou     | Salto con l'asta | 10ª       | 3,40 m      |      |